# Music Is Life
#musicislife è il secondo album in studio del produttore e DJ olandese Dash Berlin, pubblicato il 27 aprile 2012 dalla casa discografica Armada Music.

## Il disco
Nel corso del suo precedente tour in giro per il mondo, facendo tappa dagli Stati Uniti all'Europa, Dash Berlin ha suonato uno dei brani presenti nell'album, Go it Alone, pubblicato anche come singolo e che vede la partecipazione di Sarah Howells.
Dash Berlin ha annunciato tramite il suo profilo Facebook riguardo alla lavorazione e all'uscita del suo nuovo album già dal 16 marzo 2012, riferendo nei giorni seguenti anche la partecipazione del Dj di origine cinese, Shōgun. Il 21 marzo ne annuncia il titolo #musicislife, con un'ulteriore informazione riguardo alla data d'uscita, il 27 di aprile.
La notizia riguardo presenza della cantante di origine australiana Emma Hewitt, viene data da Armin Van Buuren durante il concerto proprio di Dash Berlin, dell'ASOT 550, tenutosi a Miami, il 25 marzo.
#musiclislife è composto da 13 brani. La tracklist ufficiale dell'album è stata rivelata a due settimane dal lancio.

## Tracce
1. Better Half Of Me [feat. Jonathan Mendelsohn] 6:51
2. Disarm Yourself [feat. Emma Hewitt] 6:30
3. Silence In Your Heart [feat. Chris Madin] 3:18
4. Apollo Road [with ATB] 6:55
5. Go It Alone [feat. Sarah Howells] 4:40
6. Like Spinning Plates [feat. Emma Hewitt] 6:33
7. When You Were Around [feat. Kate Walsh] 5:24
8. Fool For Life [feat. Chris Madin] 5:24
9. Callisto [feat. Shogun] 4:50
10. World Falls Apart [feat. Jonathan Mendelsohn] 5:25
11. Surrender [feat. Shanokee] 4:36
12. Aviation [feat. Hoyaa] 5:06
13. Man On The Skyfire [with Cerf, Mitiska & Jaren vs Shogun] 4:42

## I singoli
I primi due singoli estratti sono stati Go It Alone (10 aprile 2012) e Callisto (14 aprile 2012).